# Vlaška Gromila
Vlaška Gromila är ett berg i Bosnien och Hercegovina.   Det ligger i entiteten Federationen Bosnien och Hercegovina, i den centrala delen av landet, 70 km nordväst om huvudstaden Sarajevo. Toppen på Vlaška Gromila är 1 919 meter över havet, eller 156 meter över den omgivande terrängen. Bredden vid basen är 1,8 km. Vlaška Gromila ingår i Vlašic.
Terrängen runt Vlaška Gromila är kuperad åt nordost, men åt sydväst är den bergig. Närmaste större samhälle är Travnik, 7,0 km söder om Vlaška Gromila. 
Omgivningarna runt Vlaška Gromila är en mosaik av jordbruksmark och naturlig växtlighet. Runt Vlaška Gromila är det ganska tätbefolkat, med 93 invånare per kvadratkilometer.